# Velika Krsna

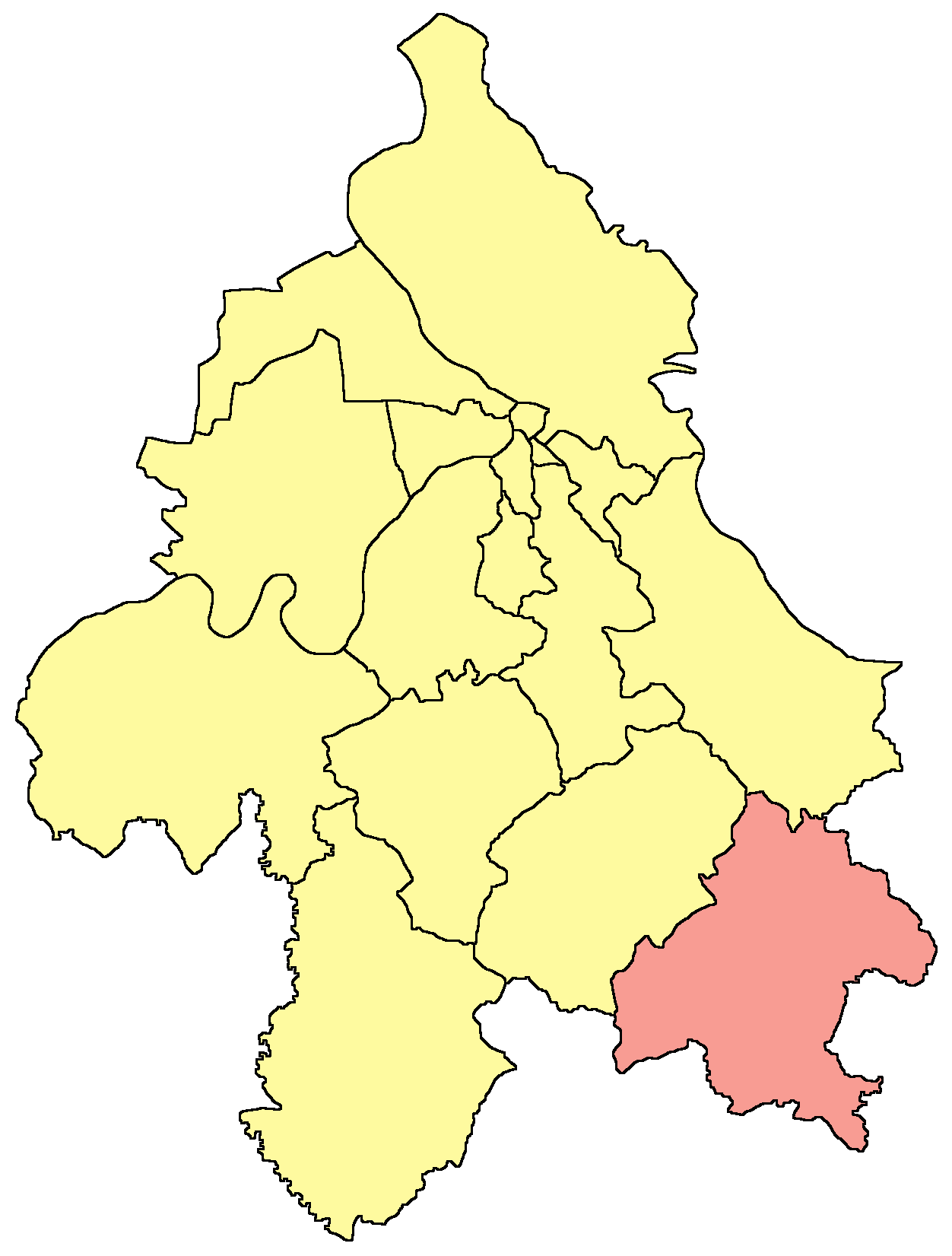
Localisation de la municipalité de Mladenovac dans la Ville de Belgrade

Velika Krsna (en serbe cyrillique : Велика Крсна) est une localité de Serbie située dans la municipalité de Mladenovac et sur le territoire de la Ville de Belgrade. Au recensement de 2011, elle comptait 2 592 habitants.
Velika Krsna est officiellement classée parmi les villages de Serbie.

## Démographie

### Évolution historique de la population
| 1948  | 1953  | 1961  | 1971  | 1981  | 1991  | 2002  | 2011  |
| ----- | ----- | ----- | ----- | ----- | ----- | ----- | ----- |
| 4 669 | 4 712 | 4 576 | 4 129 | 3 984 | 3 880 | 3 253 | 2 592 |

|  |